# Joseph O'Kelly
Pour les articles homonymes, voir O'Kelly.
Joseph O'Kelly (29 janvier 1828 – 9 janvier 1885), compositeur, pianiste et chef de chœur, est le membre le plus éminent d'une famille de musiciens irlandais du XIXe siècle et début du XXe siècle en France. Il a écrit neuf opéras, quatre cantates, de nombreuses pièces et chansons pour piano ainsi que quelques pièces de musique de chambre.

## Biographie
O'Kelly, premier enfant d’un professeur de piano né à Dublin en Irlande, Joseph Kelly (1804-1856) et son épouse Marie Duval (1803-1889), naît Joseph Toussaint Kelly le 29 janvier 1828 à Boulogne-sur-Mer. De ses quatre frères, deux sont également devenus des musiciens remarquables : l'éditeur de musique Auguste O'Kelly (1829-1900) (en) et le compositeur et pianiste George O'Kelly (1831-1914).
Vers 1835, la famille s'installe à Paris où elle réside à des adresses différentes dans le Faubourg Poissonnière du 9e arrondissement. Joseph reçoit sa première formation musicale de son père. En tant que ressortissant étranger, il n'est pas autorisé à étudier au conservatoire de Paris et par conséquent il poursuit ses études de piano avec le compositeur George Alexander Osborne (1806-1893) (avant 1844) et Friedrich Kalkbrenner (1785-1849) (milieu des années 1840) et de composition avec Victor Dourlen (1780-1864) et Fromental Halévy (1799-1862). Ses premières compositions publiées datent de 1847. Il a toujours utilisé le nom O'Kelly dans ses apparitions publiques bien que le changement de nom officiel de Kelly à O'Kelly ne se produit pas avant janvier 1859. Tous les frères O'Kelly opèrent simultanément ce changement devant un « Tribunal Civil » à Boulogne-sur-Mer. Jusqu’à 1855, sa production vocale est exclusivement composée de romances de salon. Après une pause dans l'écriture vocale, il revient dans les années 1860 avec une série de mélodies sur des poèmes de Victor Hugo. Dans ces pièces, beaucoup plus ambitieuses, il dispense une structure strophique, emploie un développement plus dramatique et une écriture de piano techniquement avancé. Sa musique pour piano solo est également plus ambitieuses. Elle est influencée non seulement par ses professeurs de piano Osborne et Kalbrenner, mais aussi par Field, Berlioz et en particulier Chopin, qu'il admire beaucoup. Avec de telles influences, O'Kelly n'appartient pas à l'école des modernistes de la musique française, ce qui contribue à l'oubli dans lequel il est tombé. Néanmoins, sa musique est toujours écrite avec goût, techniquement exigeante et enrichissante pour les artistes.
Tout au long de sa vie, O'Kelly montre un vif intérêt pour l'opéra. Ses neuf opéras sont tous des opéras-comiques en un acte, dont quatre ont été publiés. Stella (1859) a été expressément écrit comme une opérette de salon, mais ses œuvres les plus connues sont La Zingarella (1878, livret de Jules Adenis et Jules Montini), présentée en février et mars 1879, à l'Opéra Comique de Paris et La Barbière improvisée (1882, livret de Paul Burani et Jules Montini), représentée en avril et mai 1884 aux Bouffes-Parisiens. De ses quatre cantates, la première, Paraguassu (1855, Théâtre Lyrique), est sa pièce la plus longue, face à un événement brésilien survenu au XVIe siècle, pour lequel il est récompensé du titre de Chevalier de l'Ordre de la Rose par l'empereur du Brésil Dom Pedro II. La troisième, la Cantate des Irlandais de France au Centenaire d'O'Connell, sur des paroles d’un autre Franco-Irlandais, le vicomte O'Neill de Tyrone, a été composée à l'occasion du centenaire de O'Connell à Dublin en 1875 - seule incursion d'O'Kelly en Irlande. La quatrième, Justice et Charité (1878), est une commission pour célébrer la rénovation de la chapelle du château de Versailles. Bien qu'O'Kelly n'a jamais possédé la nationalité française, selon J.P. Leonard, il « ne parlait pas un mot d'anglais ». Il s'identifie cependant clairement comme irlandais : le changement de nom en 1859 en est une preuve mais il est aussi membre de la communauté d'Irlandais en France « Anciens irlandais » et compose des œuvres relatives à l'Irlande comme la Mac-Mahon Marche op. 41 (1871) et un Air irlandais op. 58 (1877). Il a aussi dédié quelques œuvres aux membres de la communauté irlandaise à Paris.
Outre le prix du Brésil de 1859, O'Kelly a également été décoré de l'ordre national du mérite du Portugal, l'Ordre du Christ (en 1865) puis est décoré Chevalier de la Légion d'honneur en 1881. Joseph O'Kelly meurt d'un cancer de l'intestin le 9 janvier 1885 à Paris, dans l'appartement de son frère George dans le 17e arrondissement. Camille Saint-Saëns joue de l'orgue à sa messe de funérailles dans l'église de Saint-Ferdinand. Il est enterré au cimetière de Passy, mais la tombe n'existe plus. Un de ses fils, Henri O'Kelly (1859-1938), est devenu un célèbre pianiste, organiste et compositeur.

## Œuvres (sélection)
Pour plus de détails des représentations, publications, dédicaces etc. voir le catalogue O'Kelly des œuvres, annexe 2 dans Klein (2014; voir les références ci-dessous).
Opéras
- La Chasse du roi. Opéra-comique 1 acte (Théodore Labourieu) (1849), inédit
- Stella. Salon opérette, 1 acte (Jules Montini) (1859), inédit
- L’Arracheuse de dents. Opérette (Bernard Lopez) (1868), inédit
- Ruse contre ruse. Opéra comique, 1 acte (Michel Carré) (1873), Paris : Journal des Demoiselles (1873 + 1877)
- Le Mariage de Martine. Opérette (librettiste?) (1874), inédit
- La Zingarella. Opéra comique en 1 acte (Jules Adenis, Jules Montini), Paris : A. O'Kelly (A.O.K. 748) (1878)
- Les Secondes noces de bourgmestre. Opéra comique (librettiste?) (1881), inédit
- Bibi-tapin. Opérette, 1 acte (Auguste Erhard) (1882), inédit
- La Barbière improvisée. Opéra comique, 1 acte (Paul Burani, Jules Montini) (1882), Paris : A. O'Kelly (A.O.K. 1159) (1884)

Musique chorale
- Paraguassú: Chronique brésilienne. Poème Lyrique en trois parties (Junius de Villeneuve), pour solistes, chœur, orchestre (1855), Paris : Choudens (1855), libretto publié Paris : Bolle-Lassalle (1855)
- Gloire aux Gaulois. Chœur pour quatre voix d’homme (Gustave Chouquet), Paris : Gambogi frères (G.G. 1507) (1863)
- Chant du travail (auteur?), ttbb (1863), inédit
- Berceuse brésilienne (auteur?), Bar, ttbb (1867), inédit
- 1re Cantate (‘pour la fête de S. M. l’Impératrice’) (Bernard Lopez) (1867), inédit
- Cantate des Irlandais de France au Centenaire d’O’Connell (François-Henry Viscount O’Neill de Tyrone, incl. traduction de Thomas Davis et Thomas Moore) (1875), inédit
- Noël. Cantique avec accompt. d’orgue & chœur ad libitum (Jules Montini), Paris : A. O'Kelly (A.O.K. 322) (1876)
- Justice et Charité. Cantate religieuse (Eugène Adenis) (1878), inédit

Mélodies
- Fleur d'Andalousie (Ludovica Delestra Regnault), Paris : Bernard Latte (1848)
- Floritta (L. Delestra Regnault), Paris : E. Mayaud (E.M. 3065) (1849)
- Un Ange. Mélodie (Jules Montini), Paris : J. Meissonnier fils (J.M. 995) (1850)
- Album de la Légion d’Honneur (Jules Montini): 1. Chantez toujours. Ariette; 2. Les Frères soldats. Romance; 3. Le Papillon. Mélodie; 4. La Fille du ciel. Historiette; 5. Qui veut trop prouver. Chansonnette; 6. Les Étoiles. Nocturne à deux voix égales; Paris : J. Meissonnier fils (J.M. 1240 - 1245) (1855)
- Vieille chanson du jeune temps (Victor Hugo), Paris : Gambogi frères (G.G. 1393) (1862)
- Faisons un rêve. Mélodie (Victor Hugo), Paris : Gambogi frères (G.G. 1807) (1866)
- Les Adieux de Valentin. Chanson (Henri Murger), Paris : E. Heu (E.H. 271) (1866)
- Tristesse d’Olympio. Méditation (Victor Hugo), Paris : Choudens (A.C. 1320) (1866)
- À une mère. Mélodie (Victor Hugo), Paris : H.L. d’Aubel (H.L. 127) (1867)
- Chanson d’une mère (Alfred Des Essarts), Paris : Ch. Gambogi et Cie. (G.G. 2044) (1869)
- Dernier chant! (Victor Hugo), Paris : Ch. Gambogi et Cie. (G.G. 2045) (1869)
- Hymne au printemps. Mélodie avec accompagnement d’orgue ab libitum (Amédée Burion), Paris : Ch. Gambogi et Cie. (G.G. 2051) (1869)
- Sous les branches. Mélodie (François Coppée), Paris : Ch. Gambogi et Cie. (G.G. 2123) (1870)
- Stances à l'immortalité (Alfred de Musset), Paris : Au Ménestrel, Henri Heugel (H. 4016) (1871)
- Clair de lune. Méditation (Paul Juillerat). Paris : Au Ménestrel, Henri Heugel (H. 4042) (1871)
- En avril (André Theuriet), Paris : G. Hartmann (G.H. 496) (1872)
- Le Rhin allemand (Alfred de Musset), Paris : A. O'Kelly (1872)
- Ne touchez pas à la France (Bernard Lopez), Paris : A. O'Kelly (A.O.K. 64) (1872)
- La Voix de l'heure (Edouard Turquety), Paris : A. O'Kelly (A.O.K 85) (1873)
- Le Nid (Paul Celieres), Paris : A. O’Kelly (A.O.K. [s.n.]) (1874)
- Trois Mélodies (1: Hosannah!, 2 : Séguidille, 3: C'est toi que j'aime) (Edouard Turquety), Paris : A. O'Kelly & Versailles: Lissarague (A.L. 26-28) (1876)
- Madrid (Alfred de Musset), Paris : A. O'Kelly (A.O.K. 408) (1877)
- Six Mélodies (1: C'est le printemps [Louis Tiercelin], 2 : Une Chanson pour toi [Auguste Erhard], 3: Savez-vous que l'on vous adore? [Auguste Erhard], 4: Gazhel [Théophile Gautier], 5 : Aube d'avril [A. Lambert], 6: Chant du conscript [Louis Tiercelin]). Paris : Au Ménestrel, Henri Heugel (H.5871-5882) (1884)

Musique pour piano
- Bouton d'or. Polka. Paris : Mme. Cendrier (Mme. C. 500) (1847)
- Rêverie op. 2. Paris : Mme. Cendrier (Mme. C. 527) (1848)
- Six Études de salon. Paris : Alexandre Grus (A.G. 972) (1848)
- La Rosée. Impromptu de salon op. 3. Paris : Alexandre Grus (A.G. 973) (1848)
- Deux Pensées caractéristiques op. 4: 1: Aveux du soir. Melodie (M.C. 527); 2: Les Caquets. Étude (M.C. 554). Paris : Mme. Cendrier (1850)
- Fantaisie brillante sur une mélodie (La truite) de Fr. Schubert op. 6. Paris : Richault (11210. R.) (1852)
- Souvenir de Fontainebleau: La Roche qui pleure. Caprice-nocturne op. 7. Paris : J. Meissonnier fils (J.M. 3252) (1853)
- Grande valse brillante op. 8. Paris : Chabal (Ch. 849) (1850)
- Rêverie d’automne. Nocturne op. 12. Paris : H. Lemoine (4190. HL) (1857)
- Rayons de printemps. Morceau de salon op. 13. Paris : H. Lemoine (4191. HL) (1857)
- Fantaisie sur l’opéra Falstaff d’Adolphe Adam op. 16. Paris : Richault (13200. R.) (1857)
- Naples. Tarantelle op. 18. Paris : H. Lemoine (6013. HL) (1862)
- Au Bord de la mer. Méditation op. 19. Paris : Gambogi frères (G.G. 1261) (1860)
- Les Oiseaux de Trianon. Idylle op. 20. Paris : Gambogi frères (G.G. 1163) (1859)
- Les Bluets. Morceau de salon op. 21. Paris : E. Gérard & Cie. (C.M. 9425) (1861)
- La Bruyère. Caprice suédois op. 22. Paris : G. Brandus & S. Dufour (B. et D. 10470) (1862)
- Plainte de l’exilé. Cantabile op. 23. Paris : Schonenberger (S. 2702) (1862)
- Fusées volantes op. 25. Paris : Gambogi frères (G.G. 1493) (1862)
- Le Menuet de la reine op. 32. Paris : E. & A. Girod (E. et A.G. 5152) (1867)
- Les Castagnettes. Caprice espagnol op. 33. Paris : E. & A. Girod (E. et A.G. 5153) (1868)
- Mac-Mahon Marche op. 41. Paris : Choudens (c1871)
- Berceuse op. 42. Paris : E. Heu (E.H. 1872) (1871)
- Arlequin et Colombine. Passacaille (Air de danse ancien) op. 43. Paris : E. Heu (E.H. 1874) (1871)
- Marivaudage. Souvenir du 18e siècle op. 47. Paris : A. O'Kelly (A.O.K. 100) (1872)
- Vingt-cinq études récréatives op. 50. Paris : F. Schoen (F.225.S.) (1875)
- Après la tempête. Élégie dramatique op. 53. Paris & Versailles : A. O'Kelly & Lissarague (A.L. 21) (1876)
- Rêves du soir. Nocturne op. 54. Paris : Choudens père et fils (A.C. 2728) (1877)
- Capriccio (avec pédale tonale) op. 57. Paris : A. O'Kelly (A.O.K. 393) (1877)
- Air irlandais op. 58. Paris : A. O'Kelly (A.O.K. 399) (1877)
- Gavotte op. 59. Paris : A. O'Kelly (A.O.K. 400) (1877)
- Esquisses mythologiques op. 64. Paris : A. O'Kelly & Naus (A.O.K. 879) (1881)
- À l'aventure. Chanson op. 65. Paris : Léon Grus (L.G. 3858) (1884)
- Vingt-cinq études de mécanisme & de style op. 66. Paris : A. O'Kelly (A.O.K. 1145) (1884)

Musique de chambre
- Grand duo sur les Noces de Jeannette, Opéra de Victor Massé op. 10 (pour violon et piano; avec Jean-Pierre Maurin), Paris : Mme. Cendrier (Mme. C. 635) (1854)
- Trio pour piano, violon et violoncelle op. 15. Paris : Richault (148 R.) (1858)
- Ouverture de Zampa de F. Hérold pour 2 pianos. Paris : E. Gérard et Cie. (C.M. 10691) (1868)
- Ouverture de Don Juan de Mozart pour 2 pianos. Paris : E. Gérard et Cie. (C.M. 10719) (1868)
- Ouverture du Freyschutz de C. M. Weber pour 2 pianos. Paris : E. Gérard et Cie. (C.M. 10808) (1868)
- Ouverture de Le jeune Henri de Méhul pour 2 pianos. Paris : E. Gérard et Cie. (C.M. 10809) (1868)
- Ouverture d’Oberon, de C.M. de Weber pour 2 pianos. Paris : E. Gérard et Cie. (C.M. 10846) (1869)
- Ouverture de Sémiramide de G. Rossini pour 2 pianos. Paris : E. Gérard et Cie. (C.M. 10863) (1869)
- Mac-Mahon Marche pour musique militaire (c1871-3); version de la pièce pour piano op. 41. Inédit.
- Menuet, pour flûte, hautbois, cor, alto, violoncelle et contrebasse (composé en mars 1880 – une version du Menuet de la Reine op. 32 de 1868). Inédit.

## Source de la traduction
- (en) Cet article est partiellement ou en totalité issu de l’article de Wikipédia en anglais intitulé « Joseph O'Kelly » (voir la liste des auteurs).